# Letzlingen
Letzlingen is een plaats en voormalige gemeente in de Duitse deelstaat Saksen-Anhalt en maakt als zogenaamde Ortschaft deel uit van de gemeente Gardelegen in de Landkreis Altmarkkreis Salzwedel.

Ligging van Letzlingen in de gemeente Gardelegen

Letzlingen telde eind 2022 1.411 inwoners, exclusief het tot dezelfde  Ortschaft behorende gehucht Theerhütte (41 inwoners). Het ten zuidoosten van de stad Gardelegen liggende dorp grenst aan de gemeente Stendal en het militaire oefenterrein Truppenübungsplatz Altmark, zie ook: Uchtspringe. Een militair spoorlijntje van de Bundeswehr loopt tussen het dorp en Station Gardelegen. Langs het dorp loopt de Bundesstraße 71.

## Bezienswaardigheden

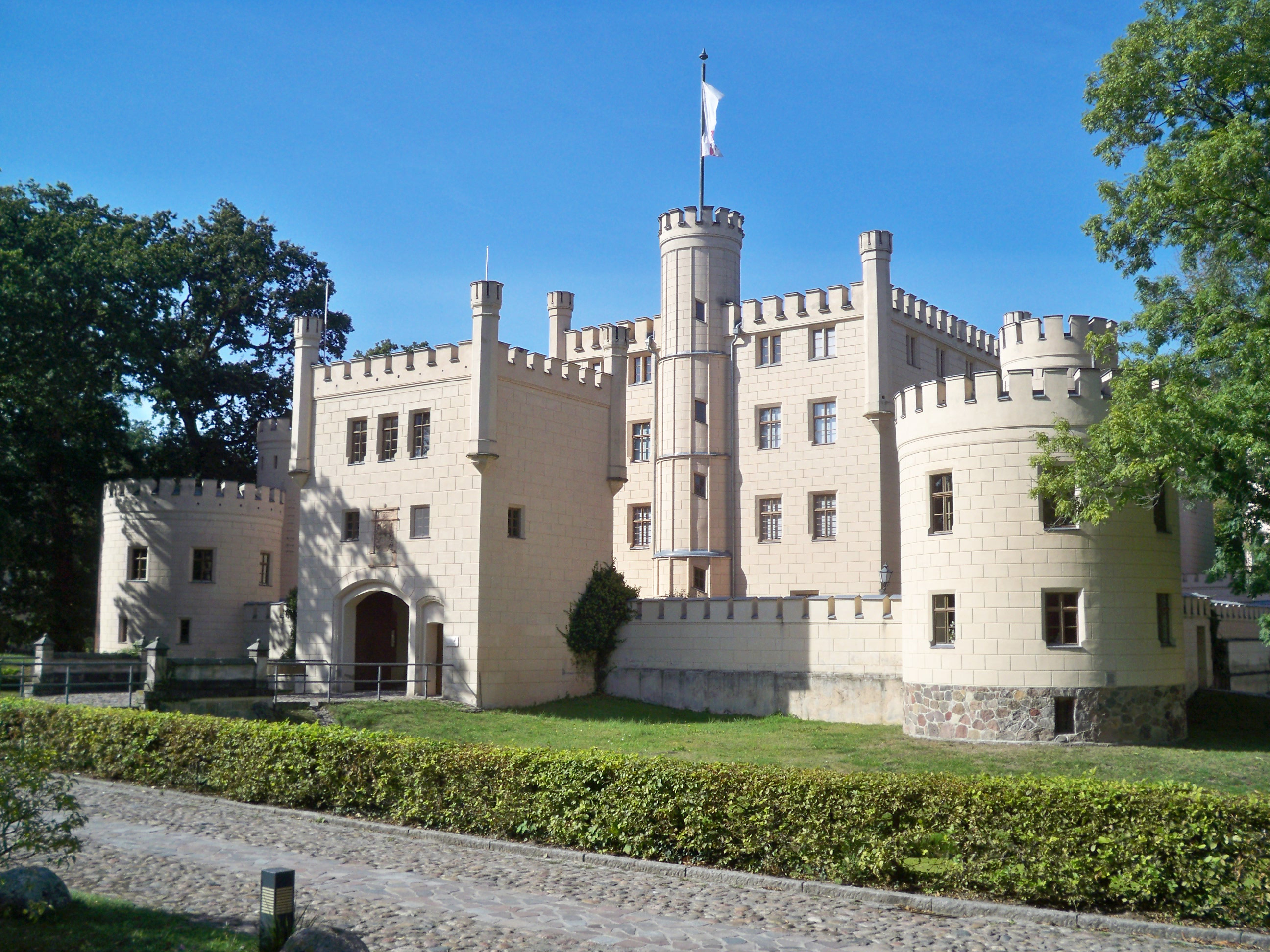
Jachtslot Letzlingen
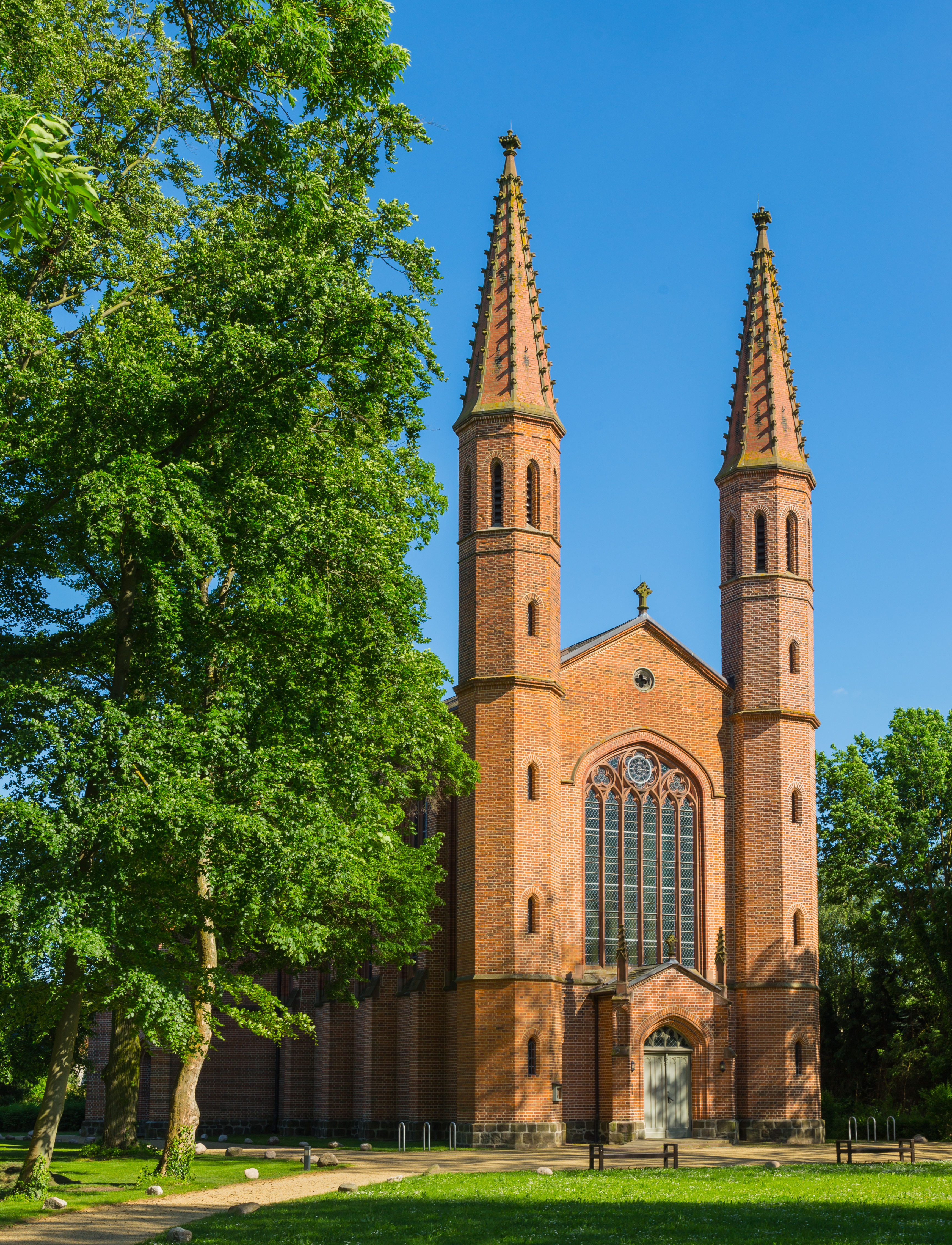
Slotkerk Letzlingen
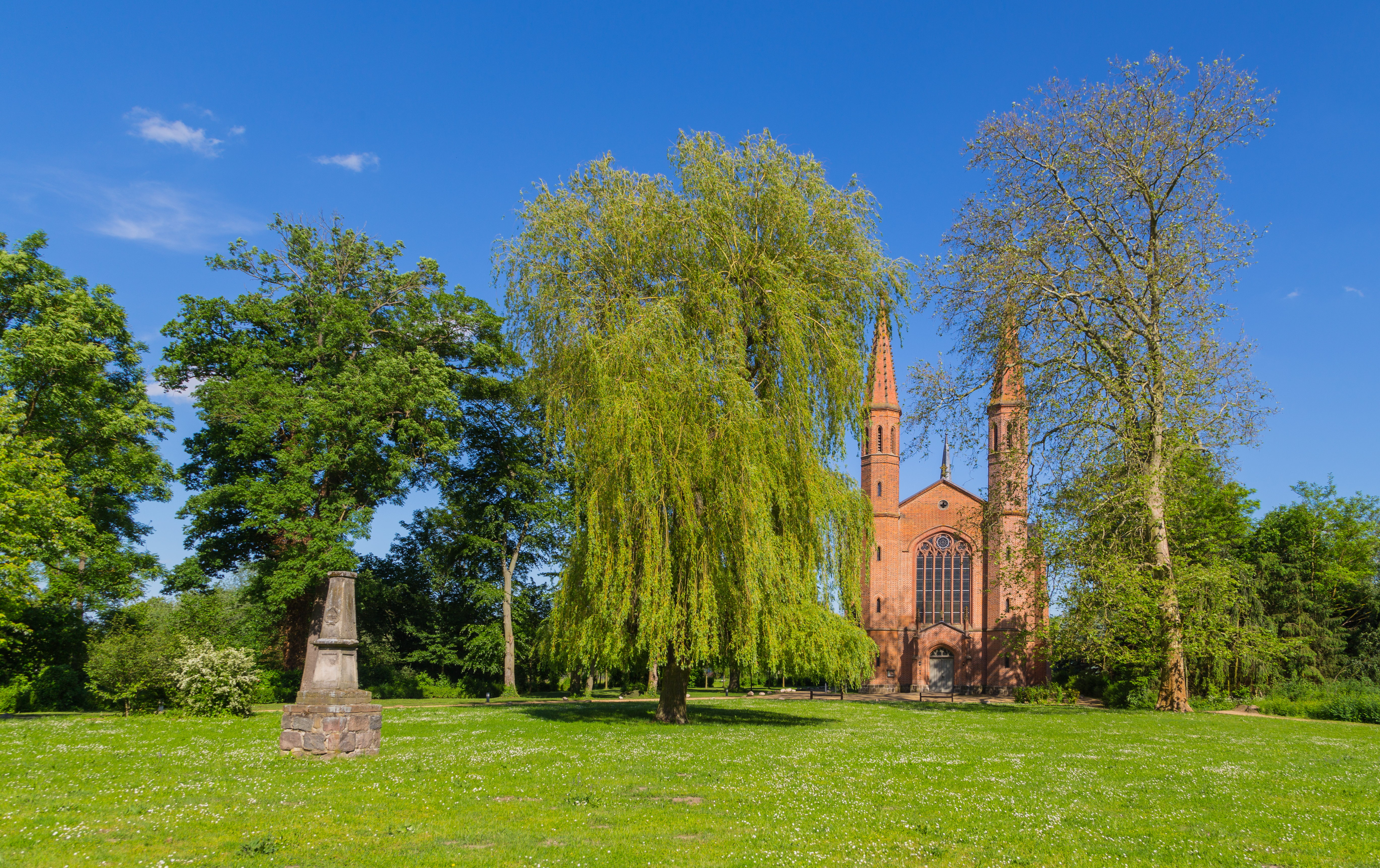
Kasteelpark

- Jachtslot Letzlingen, jachtslot van o.a. Keizer Wilhelm I, tegenwoordig hotel en evenementenlocatie voor luxe bruiloften e.d.; een gedeelte van het kasteel is in beperkte mate te bezichtigen[2] Gelegen aan de westelijke rand van het dorp, omgeven door een groot park.
- De evangelisch-lutherse Schlosskirche (Slotkerk) behoort bij het jachtslot en staat in het kasteelpark. Het in Tudorstijl gebouwde godshuis dateert uit 1861. De kerk werd ingewijd door Wilhelm I van Duitsland persoonlijk, die toen alleen nog koning van Pruisen was.

Algenstedt · Berge · Breitenfeld · Dannefeld · Estedt · Gardelegen Stadt · Hemstedt · Hottendorf · Jävenitz · Jeggau · Jerchel · Jeseritz · Kassieck · Kloster Neuendorf · Köckte · Letzlingen · Lindstedt · Mieste · Miesterhorst · Peckfitz · Potzehne · Roxförde · Sachau · Schenkenhorst · Seethen · Sichau · Solpke · Trüstedt · Wannefeld · Wiepke · Zichtau